# Bucinch
Bucinch är en obebodd ö i Loch Lomond i Stirling, Skottland, ägs av National Trust for Scotland. Ön är belägen 0,4 km från Inchcruin.